# Anton Rooskens
Anton Rooskens (* 16. März 1906 in Griendtsveen, Horst aan de Maas, Provinz Limburg; † 28. Februar 1976 in Amsterdam) war ein niederländischer Maler und Mitbegründer der Künstlervereinigung CoBrA.

## Werdegang und Werk
Anton Rooskens ging von 1924 bis 1934 zur technischen Schule in Venlo. Danach machte er eine Lehre bei einem Instrumentenbauer. Als Maler war er Autodidakt.
1935 zog Rooskens nach Amsterdam. 1945 schaute er sich in Amsterdam die Ausstellung Kunst in Freiheit im Rijksmuseum an, bei der afrikanische Skulpturen und Ahnenbilder aus Neuguinea gezeigt wurden. Sein Werk wurde davon beeinflusst. Seit 1946 hatte er Kontakt zu Karel Appel, Corneille und Eugène Brands. 1948 lernte er Constant kennen und wurde zum Mitbegründer der Experimentele Groep in Holland, die später in der Künstlergruppierung CoBrA aufging. Rooskens nahm 1949 an der großen CoBrA Ausstellung im Stedelijk Museum teil. Anschließend distanzierte er sich von der Künstlergruppe.

„Anton Rooskens, um fast eine Generation älter als die anderen Künstler, hat bereits eine Laufbahn als Maler hinter sich, als er ihre Bekanntschaft macht, aber er gehört zu denen, die nach dem Krieg neue Ausdrucksformen suchen. Er verwirft seinen expressionistischen Stil, der Van Gogh und dem Flamen Permeke stark verpflichtet ist, und öffnet sich bereitwillig den Einflüssen von Picasso und Matisse. […] Während der COBRA-Ära hat er seinen eigenen "Dialekt" geprägt, eine Variante, die auf die Kunst der Afrikaner und der amerikanischen Indianer zurückgreift. Nicht die COBRA eigenen imaginären Wesen stehen in seinen Bildern im Vordergrund, vielmehr sind es "magische Zeichen", die einem hier begegnen. Ab 1957 wird seine Malerei schwermütiger, die Farbe bemächtigt sich der Leinwand in ausgreifender, leidenschaftlicher Pinselführung. Erst Ende der sechziger Jahre tauchen- ähnlich wie bei Appel und Corneille- die für die Anfänge von COBRA charakteristischen mythischen Elemente wieder auf; der Stil ist kraftvoll, figurativ. Und wie bei Appel und Corneille bemächtigen sich erneut auch die leuchtenden, fröhlichen COBRA-Farben Rooskens Werk.“

## Ausstellungen
- 1977: Kunstverein Ingolstadt